# Cabestany
Pour les articles homonymes, voir Cabestany (homonymie).
Cabestany [cab estaŋ] /cab estagn/ est une commune française située dans le nord-est du département des Pyrénées-Orientales, en région Occitanie. Sur le plan historique et culturel, la commune est dans le Roussillon, une ancienne province du royaume de France, qui a existé de 1659 jusqu'en 1790 et qui recouvrait les trois vigueries du Roussillon, du Conflent et de Cerdagne.
Exposée à un climat méditerranéen, elle est drainée par la Fosseille et par un autre cours d'eau[Lequel ?].
Cabestany est une commune urbaine qui compte 10 414 habitants en 2022, après avoir connu une forte hausse de la population depuis 1962. Elle est dans l'agglomération de Perpignan et fait partie de l'aire d'attraction de Perpignan. Ses habitants sont appelés les Cabestanyencs ou Cabestanyenques.

## Géographie

### Localisation
La commune de Cabestany se trouve dans le département des Pyrénées-Orientales, en région Occitanie.
Elle se situe à 4 km à vol d'oiseau de Perpignan, préfecture du département
La commune fait en outre partie du bassin de vie de Perpignan.
Les communes les plus proches sont : 
Saleilles (3,0 km), Saint-Nazaire (4,3 km), Perpignan (4,4 km), Théza (4,8 km), Villeneuve-de-la-Raho (5,3 km), Alénya (5,5 km), Bompas (5,7 km), Canet-en-Roussillon (6,0 km).
Sur le plan historique et culturel, Cabestany fait partie de l'ancienne province du royaume de France, le Roussillon, qui a existé de 1659 jusqu'à la création du département des Pyrénées-Orientales en 1790 et qui recouvrait les trois vigueries du Roussillon, du Conflent et de Cerdagne.

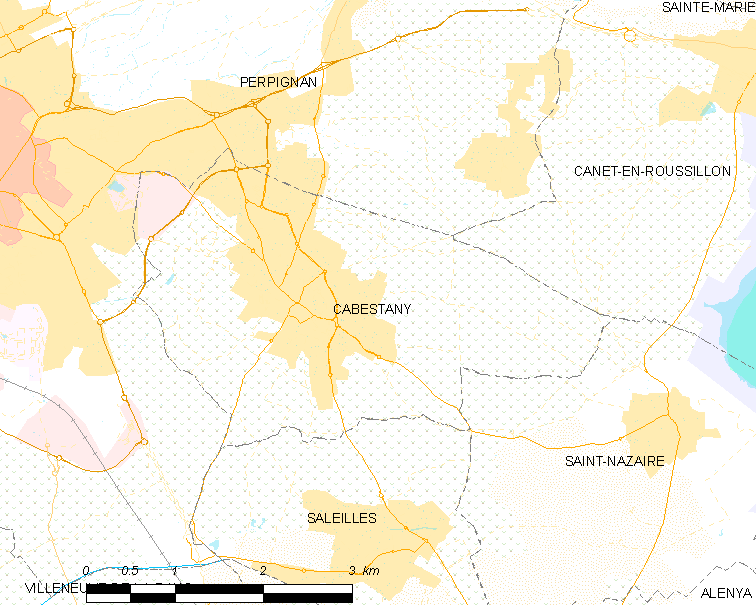
Situation de Cabestany.

| Perpignan |           | Canet-en-Roussillon |
|           | Cabestany |                     |
|           | Saleilles | Saint-Nazaire       |

### Géologie et relief
La superficie de la commune est de 1 042 hectares. L'altitude varie entre 0 et 53 mètres.
La commune est classée en zone de sismicité 9, correspondant à une sismicité très élevée.

### Hydrographie
Cabestany est située dans la plaine côtière du Roussillon, juste au sud-est de Perpignan, à proximité de l'étang de Canet-Saint-Nazaire. Son territoire s'étend entre les fleuves de la Têt (la Tet) et du Réart. Il s'agit pour l'ensemble d'une ancienne zone marécageuse, occupée autrefois par des étangs aujourd'hui asséchés.

### Milieux naturels et biodiversité
Aucun espace naturel présentant un intérêt patrimonial n'est recensé sur la commune dans l'inventaire national du patrimoine naturel,,.

## Toponymie
Le nom catalan de la commune (de Cap, « Tête » et « Estany », lac) n’a pas été francisé (du latin caput et stagni, même sens).
Les premières mentions du nom sont Cabestagnium en 927 et Caput stagnum en 1042.

### Climat
Pour des articles plus généraux, voir Climat de l'Occitanie et Climat des Pyrénées-Orientales.
En 2010, le climat de la commune est de type climat méditerranéen franc, selon une étude du CNRS s'appuyant sur une série de données couvrant la période 1971-2000. En 2020, Météo-France publie une typologie des climats de la France métropolitaine dans laquelle la commune est exposée à un climat méditerranéen et est dans la région climatique Provence, Languedoc-Roussillon, caractérisée par une pluviométrie faible en été, un très bon ensoleillement (2 600 h/an), un été chaud (21,5 °C), un air très sec en été, sec en toutes saisons, des vents forts (fréquence de 40 à 50 % de vents > 5 m/s) et peu de brouillards.
Pour la période 1971-2000, la température annuelle moyenne est de 15,1 °C, avec une amplitude thermique annuelle de 15,6 °C. Le cumul annuel moyen de précipitations est de 597 mm, avec 5,6 jours de précipitations en janvier et 2,3 jours en juillet. Pour la période 1991-2020, la température moyenne annuelle observée sur la station météorologique la plus proche, située sur la commune de Perpignan à 4 km à vol d'oiseau, est de 16,0 °C et le cumul annuel moyen de précipitations est de 578,3 mm,. Pour l'avenir, les paramètres climatiques de la commune estimés pour 2050 selon différents scénarios d’émission de gaz à effet de serre sont consultables sur un site dédié publié par Météo-France en novembre 2022.

## Urbanisme

### Typologie
Au 1er janvier 2024, Cabestany est catégorisée grand centre urbain, selon la nouvelle grille communale de densité à sept niveaux définie par l'Insee en 2022.
Elle appartient à l'unité urbaine de Perpignan, une agglomération intra-départementale regroupant 15  communes, dont elle est une commune de la banlieue,,. Par ailleurs la commune fait partie de l'aire d'attraction de Perpignan, dont elle est une commune du pôle principal,. Cette aire, qui regroupe 118 communes, est catégorisée dans les aires de 200 000 à moins de 700 000 habitants,.

### Occupation des sols
L'occupation des sols de la commune, telle qu'elle ressort de la base de données européenne d’occupation biophysique des sols Corine Land Cover (CLC), est marquée par l'importance des territoires agricoles (64 % en 2018), en diminution par rapport à 1990 (76,7 %). La répartition détaillée en 2018 est la suivante : 
cultures permanentes (58,5 %), zones urbanisées (31,9 %), zones agricoles hétérogènes (5,3 %), zones industrielles ou commerciales et réseaux de communication (4,1 %), prairies (0,2 %). L'évolution de l’occupation des sols de la commune et de ses infrastructures peut être observée sur les différentes représentations cartographiques du territoire : la carte de Cassini (XVIIIe siècle), la carte d'état-major (1820-1866) et les cartes ou photos aériennes de l'IGN pour la période actuelle (1950 à aujourd'hui).

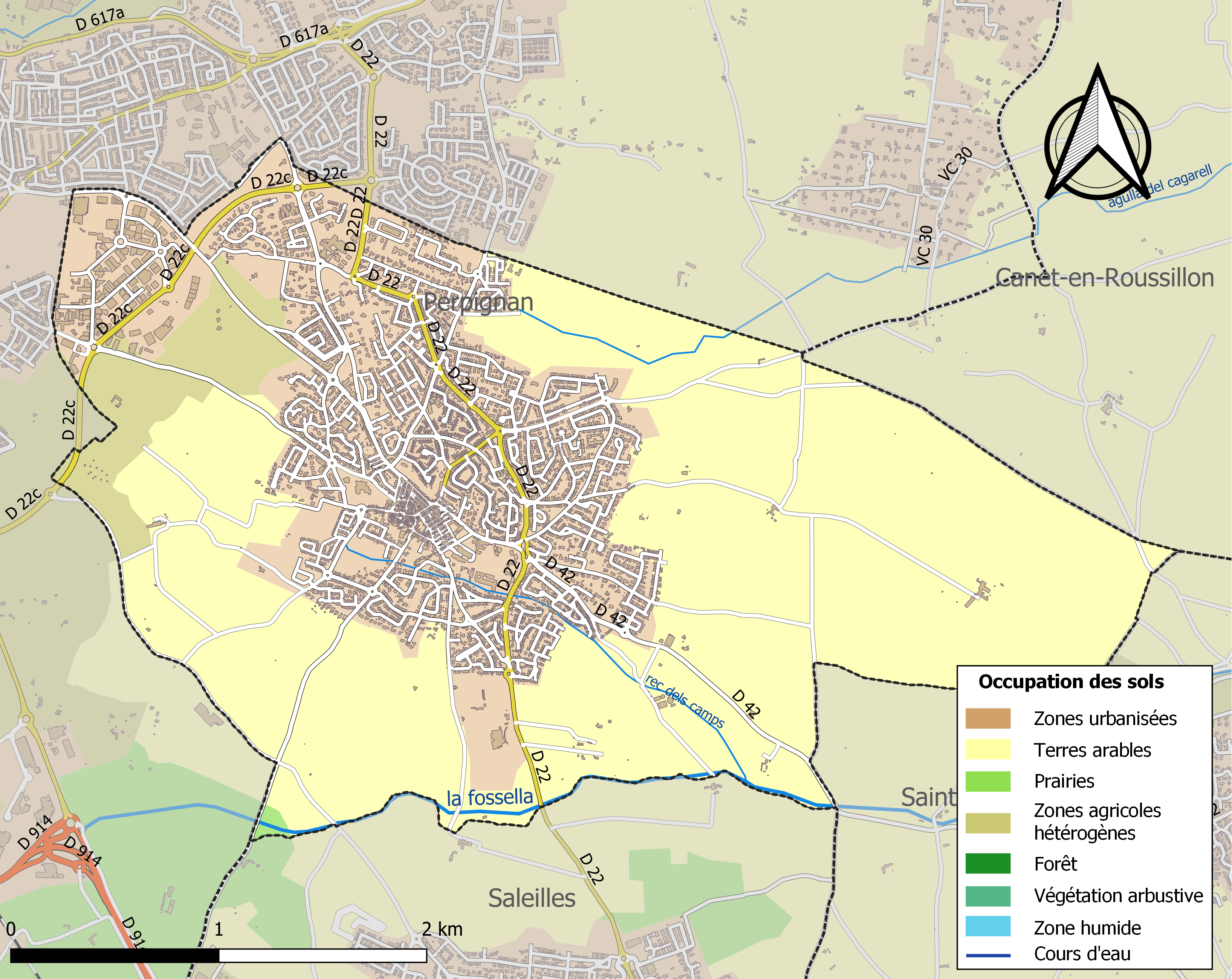
Carte des infrastructures et de l'occupation des sols de la commune en 2018 (CLC).

### Morphologie urbaine

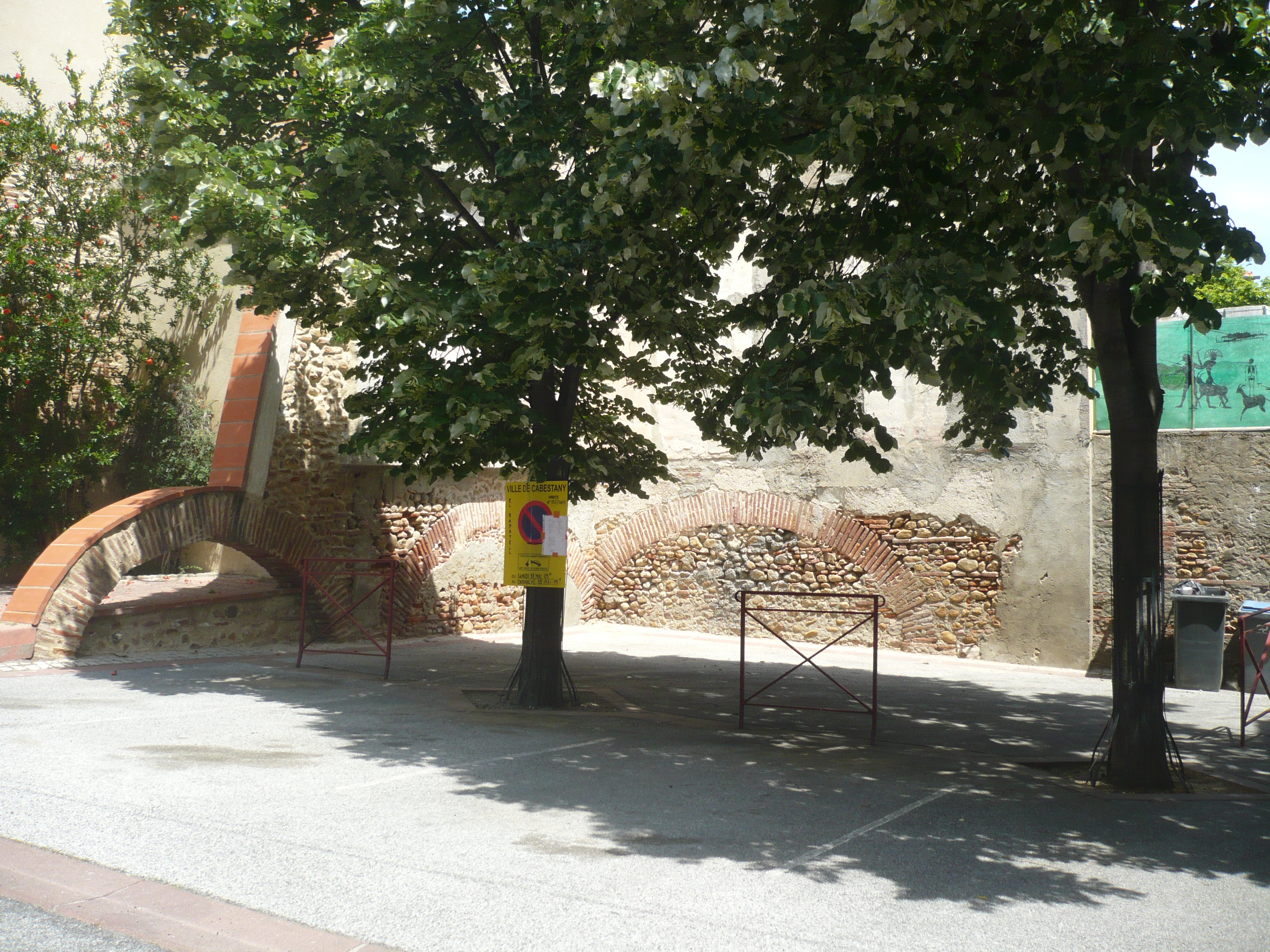
Place Abbé Michel Matton.

Le territoire agricole de Cabestany, essentiellement consacré à la vigne, s'est considérablement rétréci depuis une trentaine d'années avec l'extension des zones pavillonnaires. Dans le cadre de son Plan local d'urbanisme (2010), une ceinture verte aura vocation à préserver une partie du territoire de l'urbanisation forte de la plaine du Roussillon.
Cabestany constitue une banlieue résidentielle proche de Perpignan.

### Logement
Cabestany comprend en 2012 4 195 logements, parmi lesquels 93,6 % sont des résidences principales, 1,6 % sont des résidences secondaires et 4,8 % sont vacants. 74,5 % des ménages sont propriétaires de leur logement.
Faute d'avoir respecté l'objectif triennal 2011-2013 de construction de logements sociaux, avec 100 réalisés sur les 151 requis (soit un taux de réalisation de 66 %), la commune se voit infliger par la préfecture en 2015 une pénalité de 67 000 euros.

### Voies de communication et transports
La commune est desservie par plusieurs lignes du réseau urbain Sankéo : la ligne 4 la relie à la gare de Perpignan, et la ligne 22 la relie au centre de Perpignan ou à sa gare routière. La ligne 542 du réseau régional liO dessert également la commune, en la reliant à la gare de Perpignan et à Saint-Cyprien.

### Risques majeurs
Le territoire de la commune de Cabestany est vulnérable à différents aléas naturels : inondations, climatiques (grand froid ou canicule), mouvements de terrains et séisme (sismicité modérée). Il est également exposé à un risque technologique,  le transport de matières dangereuses,.

#### Risques naturels
Certaines parties du territoire communal sont susceptibles d’être affectées par le risque d’inondation par crue torrentielle de cours d'eau du bassin du Réart. La commune fait partie du territoire à risques importants d'inondation (TRI) de Perpignan-Saint-Cyprien, regroupant 43 communes du bassin de vie de l'agglomération perpignanaise, un des 31 TRI qui ont été arrêtés le 12 décembre 2012 sur le bassin Rhône-Méditerranée. Des cartes des surfaces inondables ont été établies pour trois scénarios : fréquent (crue de temps de retour de 10 ans à 30 ans), moyen (temps de retour de 100 ans à 300 ans) et extrême (temps de retour de l'ordre de 1 000 ans, qui met en défaut tout système de protection),.
Les mouvements de terrains susceptibles de se produire sur la commune sont liés au retrait-gonflement des argiles. Une cartographie nationale de l'aléa retrait-gonflement des argiles permet de connaître les sols argileux ou marneux susceptibles vis-à-vis de ce phénomène.

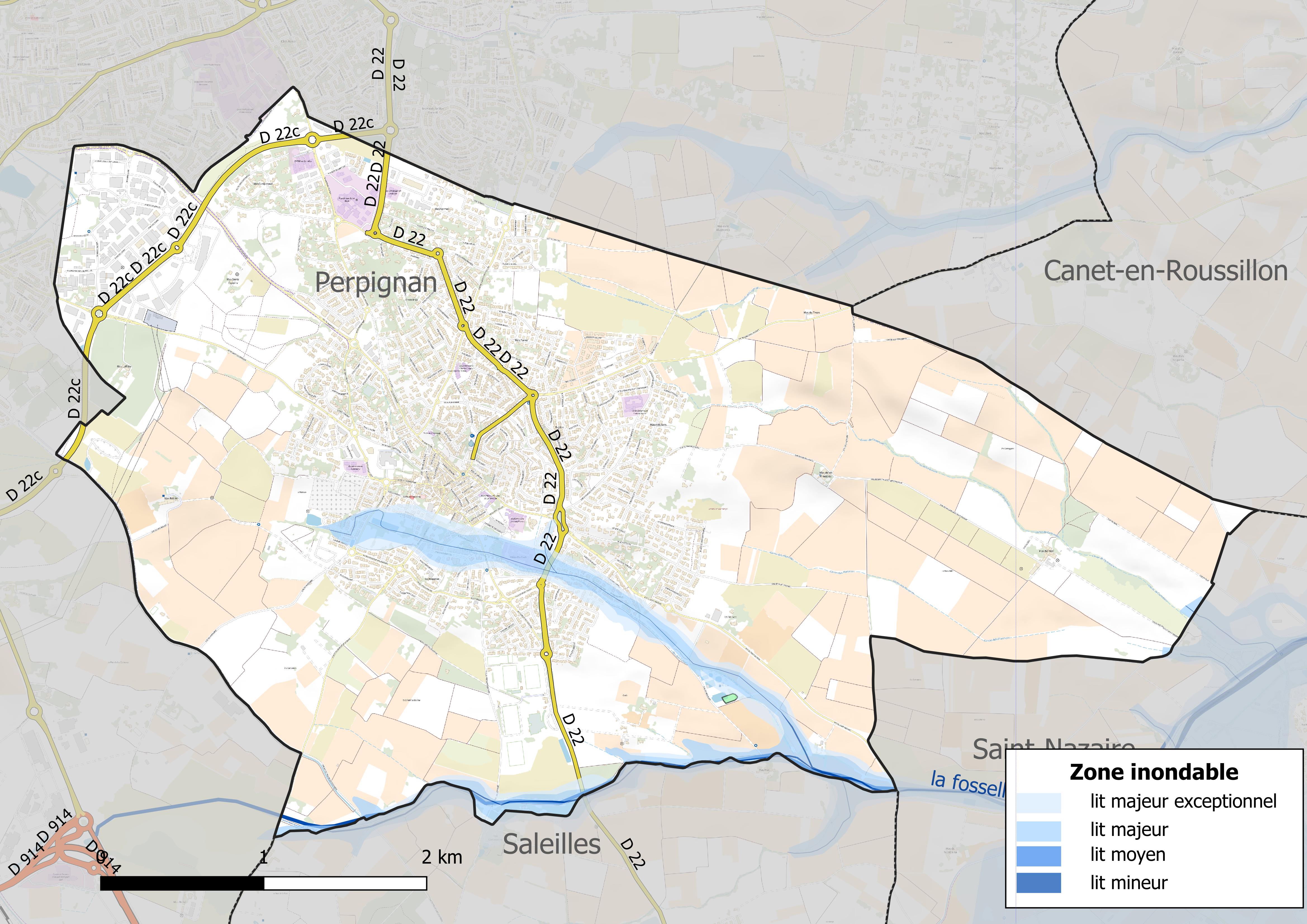
Carte des zones inondables.
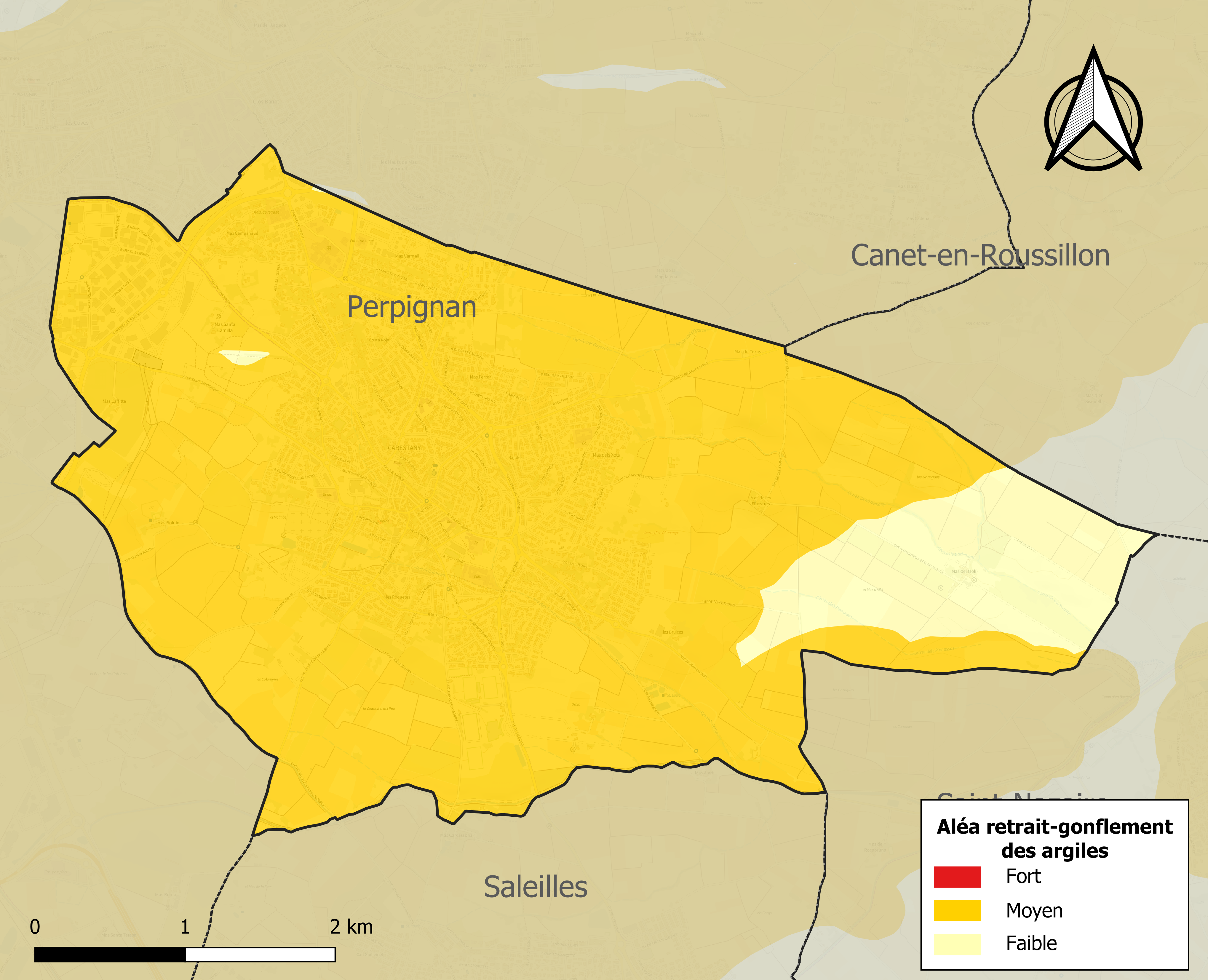
Carte des zones d'aléa retrait-gonflement des argiles.

#### Risques technologiques
Le risque de transport de matières dangereuses sur la commune est lié à sa traversée par une canalisation de transport de gaz. Un accident se produisant sur une telle infrastructure est en effet susceptible d’avoir des effets graves au bâti ou aux personnes jusqu’à 350 m, selon la nature du matériau transporté. Des dispositions d’urbanisme peuvent être préconisées en conséquence.

## Histoire

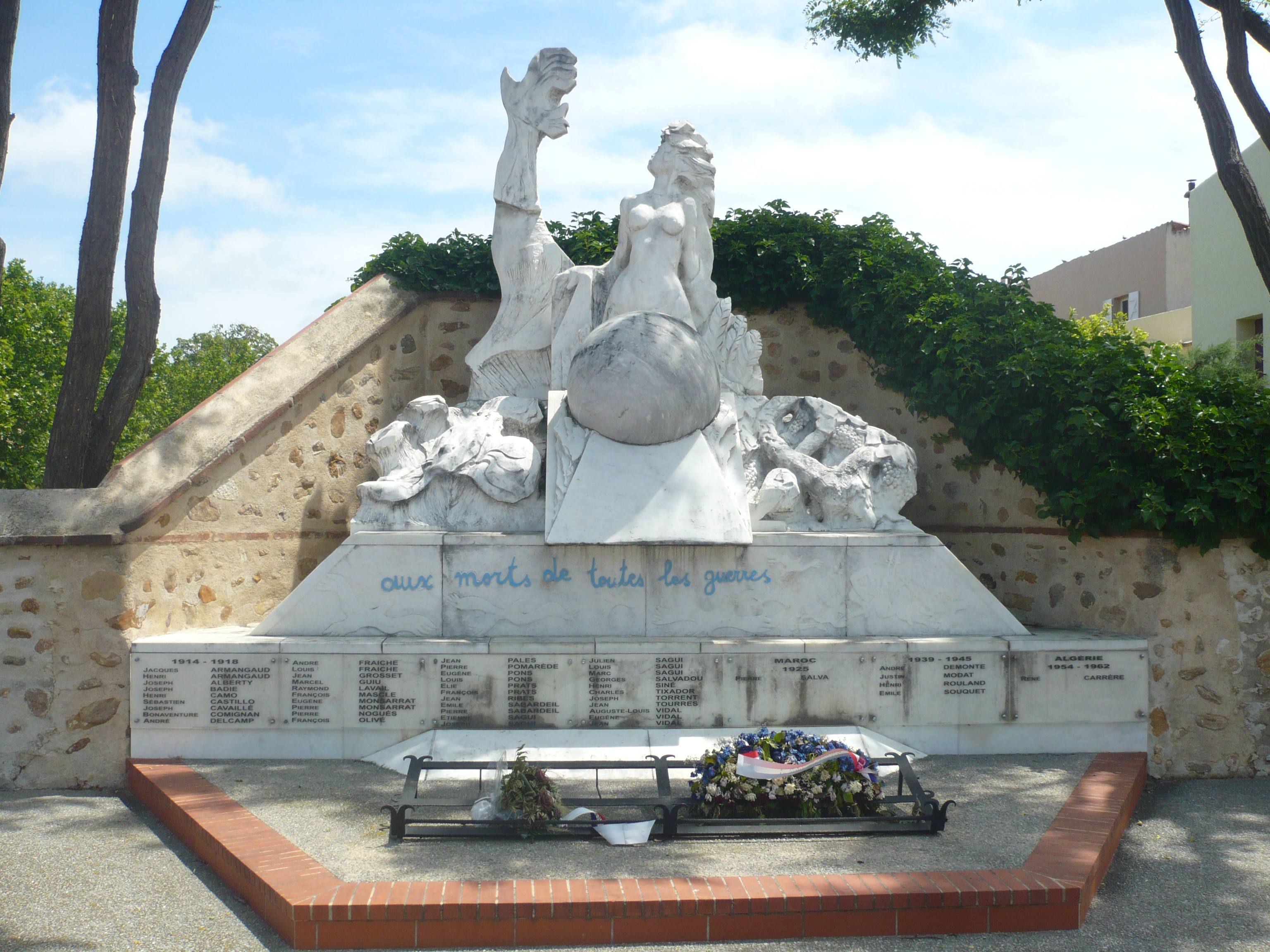
Le monument aux morts.

À la suite de la requête en 1762 des habitants de Cabestany, un curé perpétuel est affecté à la paroisse. La représentation en incombe alors à l'ordre de Malte.
Le 3 septembre 1793, pendant la guerre du Roussillon, eu lieu le combat de Cabestany ou 400 fantassins et 400 cavaliers du général espagnol Antonio Ricardos massacrèrent les soldats de la République et une partie de la population.
Une partie de la commune de Cabestany est détachée le 19 juillet 1923 pour former la nouvelle commune de Saleilles.
Le 11 novembre 2018, une commémoration par la ville de Cabestany du centenaire de l'armistice a été faite, avec un discours du maire, une lecture de lettres de poilus par des élèves du collège local, un chant de La Marseillaise, ainsi qu'un lâcher de ballons aux couleurs du drapeau français.

## Politique et administration

### Canton
En 1790, la commune de Cabestany est incluse dans le canton d'Elne. Elle est rattachée en 1801 au canton de Perpignan-Est. Elle rejoint brièvement en 1982 le canton de La Côte Radieuse avant de revenir en 1985 au canton de Perpignan-3,.
À compter des élections départementales de 2015, la commune demeure dans le canton de Perpignan-3, dont les limites ont cependant été remaniées.

### Intercommunalité
La ville fut enclavée dans le territoire de Perpignan Méditerranée Métropole par l'adhésion de la ville de Saleilles. Cabestany et son maire communiste Jean Vila, refusèrent d'ailleurs d'y être intégré par la contrainte. Dans le cadre d'un référendum local en 2001, 95 % des Cabestanyencs ont refusé l'intégration à l'Agglomération (particip. 43 %). En 2010, face à la tentative d'intégration forcée à l'agglomération, la municipalité a démissionné. À l'occasion de l'élection municipale qui a suivi, la population a réaffirmé son opposition à l'intégration. Cabestany est intégrée par l'État dans l'agglomération de Perpignan le 1er janvier 2010. Depuis le 1er janvier 2016, elle fait partie de Perpignan Méditerranée Métropole.

### Politique de développement durable
La commune a engagé une politique de développement durable en lançant une démarche d'Agenda 21 en 2007.

## Population et société

### Démographie ancienne
La population est exprimée en nombre de feux (f) ou d'habitants (H).
| 1378 | 1424 | 1515 | 1709 | 1720 | 1730 | 1767  | 1774 | 1789 |
| ---- | ---- | ---- | ---- | ---- | ---- | ----- | ---- | ---- |
| 39 f | 15 f | 5 f  | 27 f | 18 f | 22 f | 170 H | 22 f | 40 f |

| 1790 | - | - | - | - | - | - | - | - |
| ---- | - | - | - | - | - | - | - | - |
| 45 H | - | - | - | - | - | - | - | - |

### Démographie contemporaine
L'évolution du nombre d'habitants est connue à travers les recensements de la population effectués dans la commune depuis 1793. Pour les communes de plus de 10 000 habitants les recensements ont lieu chaque année à la suite d'une enquête par sondage auprès d'un échantillon d'adresses représentant 8 % de leurs logements, contrairement aux autres communes qui ont un recensement réel tous les cinq ans,.

En 2022, la commune comptait 10 414 habitants, en évolution de +6,04 % par rapport à 2016 (Pyrénées-Orientales : +3,92 %, France hors Mayotte : +2,11 %).
| 1793 | 1800 | 1806 | 1821 | 1831 | 1836 | 1841 | 1846 | 1851 |
| ---- | ---- | ---- | ---- | ---- | ---- | ---- | ---- | ---- |
| 216  | 257  | 315  | 371  | 420  | 500  | 574  | 666  | 686  |

| 1856 | 1861 | 1866 | 1872 | 1876 | 1881 | 1886  | 1891  | 1896  |
| ---- | ---- | ---- | ---- | ---- | ---- | ----- | ----- | ----- |
| 746  | 702  | 752  | 815  | 924  | 990  | 1 144 | 1 246 | 1 271 |

| 1901  | 1906  | 1911  | 1921  | 1926  | 1931 | 1936 | 1946 | 1954  |
| ----- | ----- | ----- | ----- | ----- | ---- | ---- | ---- | ----- |
| 1 497 | 1 456 | 1 553 | 1 508 | 1 030 | 999  | 964  | 949  | 1 029 |

| 1962  | 1968  | 1975  | 1982  | 1990  | 1999  | 2005  | 2006  | 2011  |
| ----- | ----- | ----- | ----- | ----- | ----- | ----- | ----- | ----- |
| 1 155 | 1 346 | 3 390 | 6 221 | 7 513 | 8 259 | 8 230 | 8 360 | 9 199 |

| 2016  | 2021   | 2022   | - | - | - | - | - | - |
| ----- | ------ | ------ | - | - | - | - | - | - |
| 9 821 | 10 338 | 10 414 | - | - | - | - | - | - |

| selon la population municipale des années : | 1968 | 1975 | 1982 | 1990 | 1999 | 2006 | 2009 | 2013 |
| Rang de la commune dans le département      | 41   | 16   | 7    | 4    | 6    | 8    | 6    | 7    |
| Nombre de communes du département           | 232  | 217  | 220  | 225  | 226  | 226  | 226  | 226  |

### Enseignement
Il y a trois écoles maternelles (Ecoles Jean de la Fontaine, Ludovic Massé et Charlie Chaplin), et trois écoles élémentaires (Ludovic Massé, Georges Buffon et Jacques Prévert). Il y a également un collège (Pablo Casals).[réf. nécessaire]

### Manifestations culturelles et festivités
- Fête patronale et communale : 15 août[44] ;
- Rencontres internationales du court-métrage Image In Cabestany : festivals de courts métrages, existant depuis 1981, permettant à des réalisateurs amateur ou semi-professionnel de diffuser leur création.
- Les Étoiles du court-métrage un festival proposé par l’association Image in Cabestany[45]
- El Rapatell, festival des arts de la rue organisé par la commune en 2013 et 2014[46] puis de nouveau en 2023[47],[48].

### Santé
La clinique Medipole est située sur la commune de Cabestany

### Sports
Chaque année, la commune de Cabestany organise une course de 10 km, appelée la "Cabestanyenca".

## Économie

### Revenus
En 2018, la commune compte 4 349 ménages fiscaux, regroupant 9 981 personnes. La médiane du revenu disponible par unité de consommation est de 22 250 € (19 350 € dans le département). 52 % des ménages fiscaux sont imposés (42,1 % dans le département).

### Emploi
|                | 2008   | 2013   | 2018   |
| -------------- | ------ | ------ | ------ |
| Commune        | 7,8 %  | 11,3 % | 10,9 % |
| Département    | 10,3 % | 12,9 % | 13,3 % |
| France entière | 8,3 %  | 10 %   | 10 %   |

En 2018, la population âgée de 15 à 64 ans s'élève à 5 633 personnes, parmi lesquelles on compte 72,9 % d'actifs (61,9 % ayant un emploi et 10,9 % de chômeurs) et 27,1 % d'inactifs,. En  2018, le taux de chômage communal (au sens du recensement) des 15-64 ans est inférieur à celui du département, mais supérieur à celui de la France, alors qu'en 2008 il était inférieur à celui de la France.
La commune fait partie du pôle principal de l'aire d'attraction de Perpignan,. Elle compte 3 925 emplois en 2018, contre 3 747 en 2013 et 3 367 en 2008. Le nombre d'actifs ayant un emploi résidant dans la commune est de 3 553, soit un indicateur de concentration d'emploi de 110,5 % et un taux d'activité parmi les 15 ans ou plus de 49,6 %.
Sur ces 3 553 actifs de 15 ans ou plus ayant un emploi, 843 travaillent dans la commune, soit 24 % des habitants. Pour se rendre au travail, 87,1 % des habitants utilisent un véhicule personnel ou de fonction à quatre roues, 2,3 % les transports en commun, 7,6 % s'y rendent en deux-roues, à vélo ou à pied et 2,9 % n'ont pas besoin de transport (travail au domicile).

### Activités

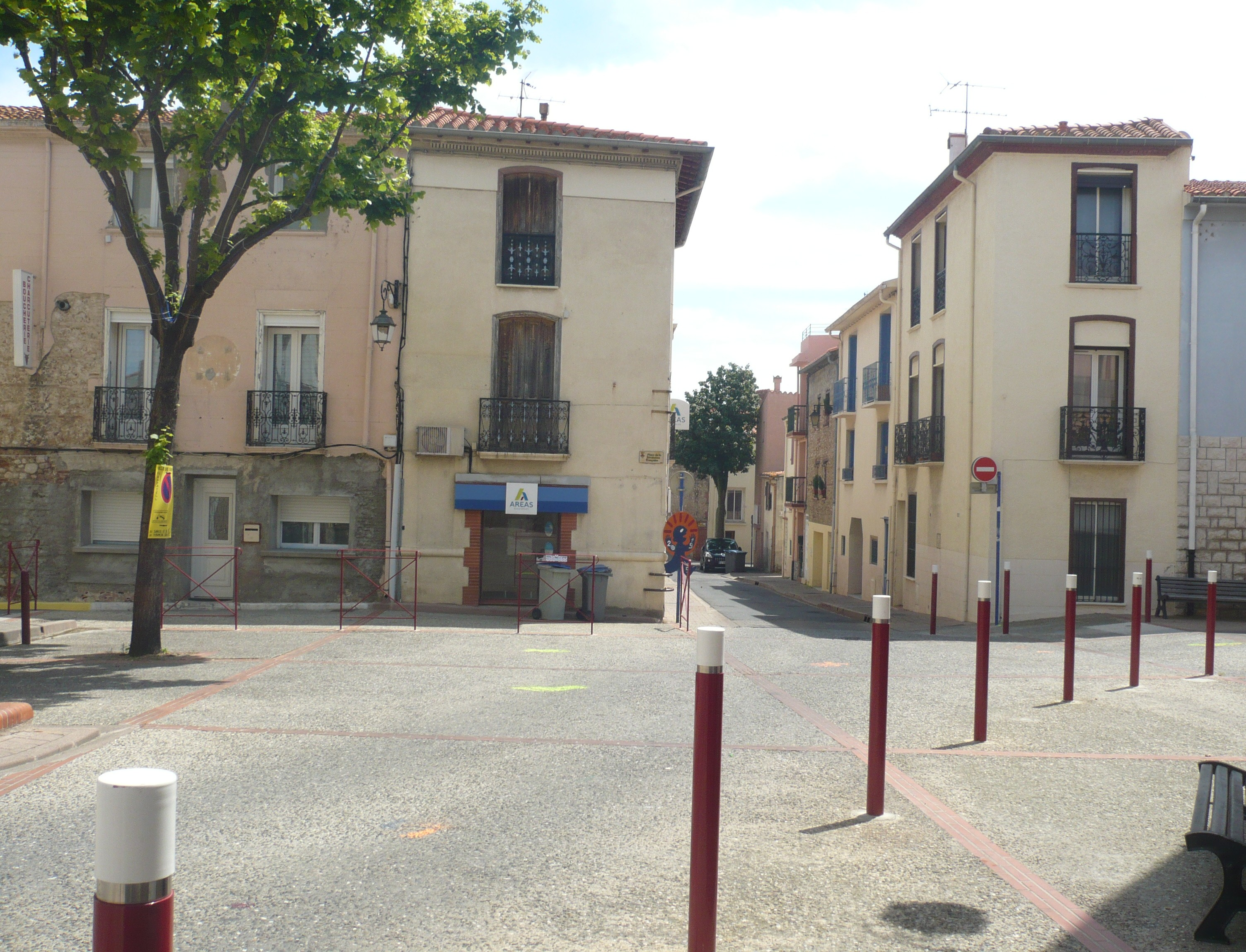
Place de la Révolution française

### Revenus de la population et fiscalité
Revenus de la population
En 2010, le revenu fiscal médian par ménage était de 31 615 €.
En 2012, le revenu fiscal médian des ménages par unité de consommation est de 20 538,69 € et 66,8 % des foyers fiscaux sont imposables. Le taux de pauvreté est de 11,3%.
Fiscalité

## Culture locale et patrimoine

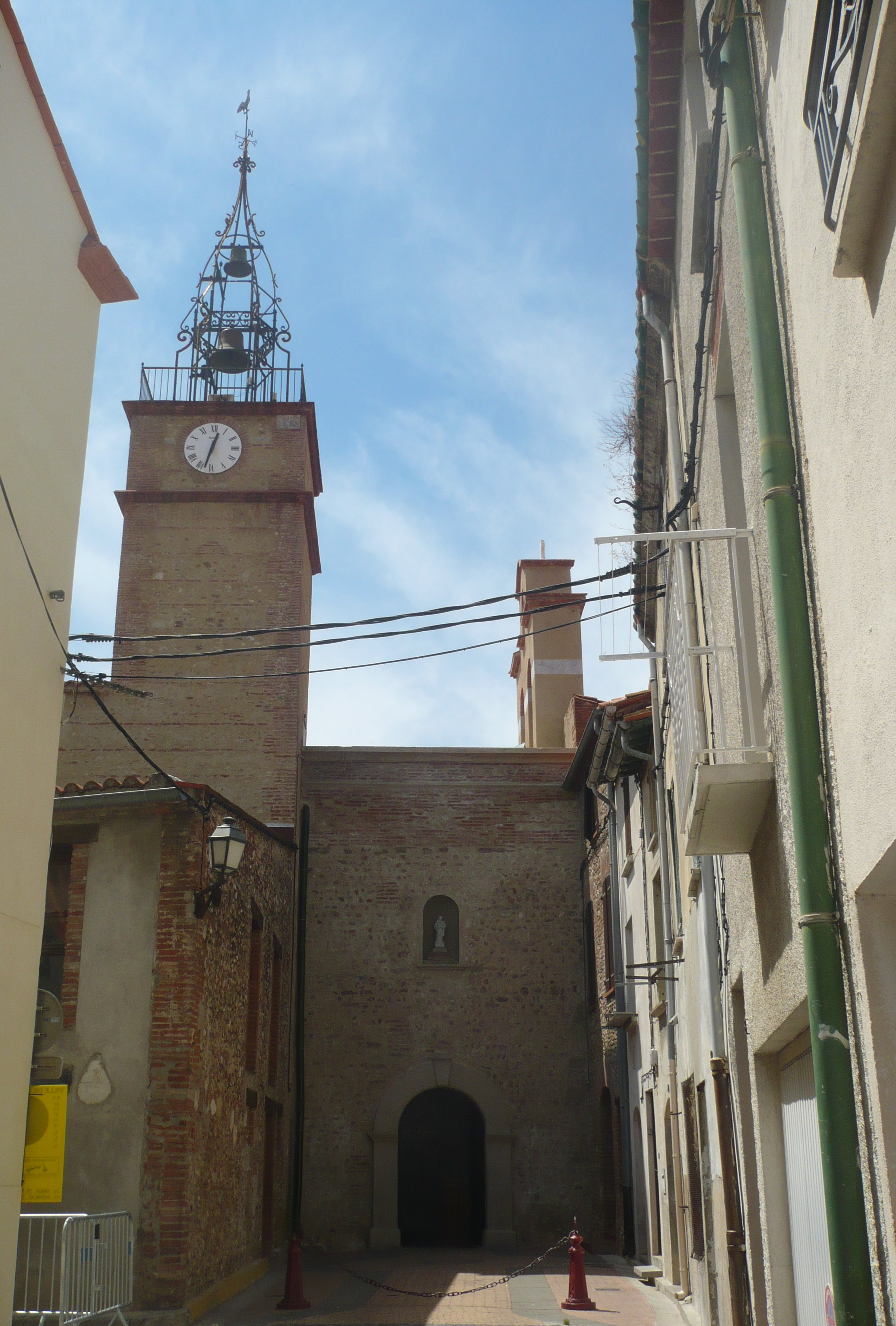
L'église Notre-Dame-des-Anges

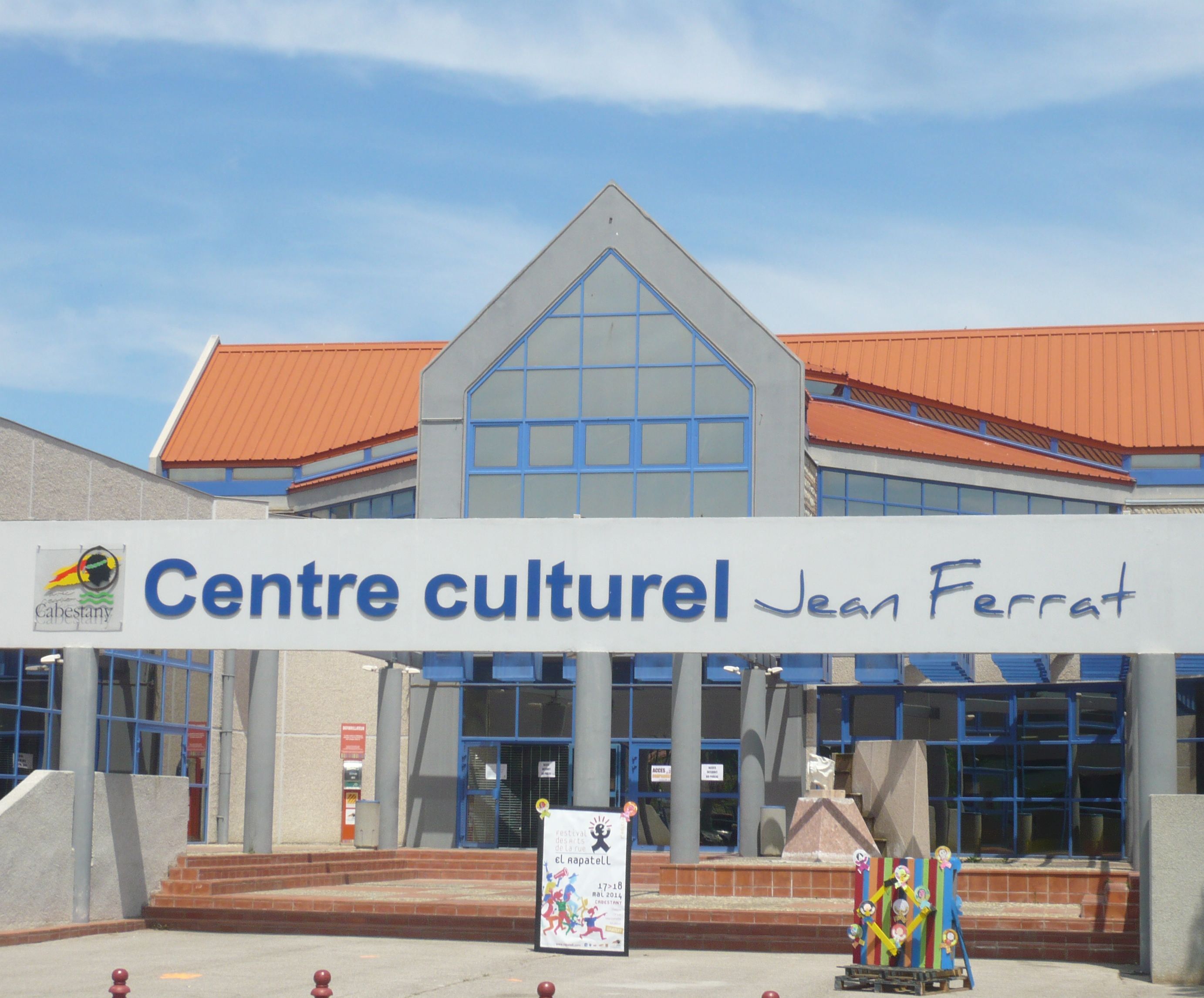
Le centre culturel

### Monuments et lieux touristiques
- L'église Notre-Dame-des-Anges, qui abrite le tympan marial dit du Maître de Cabestany (fin du XIIe siècle). La charpente d'une travée de l'église date du XIVe siècle. À proximité de l'église, des restes de jarres enterrées, signes de présence d'un grenier et peut-être d'une villa romaine, ont été trouvés. Une autre villa de grande taille occupait très certainement les légers reliefs de l'actuelle rue de la Colline.
- Il est curieux de constater que la Mairie actuelle et ses dépendances proches occupent à peu près exactement l'emplacement du cellier, grenier communal du Moyen Âge.
- Sur les coteaux, en direction de la mer, vers Canet-en-Roussillon, se trouvent les "terrasses de Cabestany", lieux plats habités par les hommes depuis 800 000 ans au moins, c'est-à-dire bien avant les datations de Tautavel. Malheureusement, le vent a détruit toute trace de ces premiers foyers du Roussillon, et les rares pierres taillées que l'on y trouve parfois sont très érodées par les vents, et fort peu identifiables.

### Personnalités liées à la commune
- Guillem de Cabestany : un troubadour du XIIe siècle ;
- Le Maître de Cabestany (fin du XIIe siècle) : sculpteur anonyme itinérant, sculpta probablement dans une chapelle dédiée à Saint-Thomas et aujourd'hui disparue, un tympan dédié à la Vierge Marie, conservé aujourd'hui dans l'église paroissiale, d'une facture particulière et identifiable de façon aisée[49] ;
- Ludovic Massé (1900-1982) : romancier, a été instituteur à Cabestany[50].
- François (Ferenc) Vanczak (Budapest 1908-Perpignan 1988) : sculpteur actif en France depuis 1937, habitant de Cabestany de 1968 à 1988 et auteur de nombreux monuments en Hongrie, Angleterre et France, dont, dans le département[51]
- Christian d'Oriola (1928-2007) : escrimeur français, inhumé au cimetière de Cabestany.
- The Limiñanas, groupe de rock originaire de la commune[52].

### Équipements culturels
- Centre culturel Jean Ferrat : bibliothèque, salle de spectacle et salle d'exposition.
- Centre d'interprétation du Maître de Cabestany.

### Héraldique
| Blason de Cabestany | Blason  | Écu en losange. De gueules à la tête de Maure de sable, tortillée d'argent et du champ, enfermée dans un ouroboros [serpent décrivant un cercle] contourné d'or; à la champagne d'argent chargée de deux burelles ondées de sinople. |
| Blason de Cabestany | Détails | Le statut officiel du blason reste à déterminer. |

### Culture populaire
Littérature
- Pompes funèbres à Cabestany de Pierre Coutant (Les Presses Littéraires, 2012) : roman policier dont l'action se situe dans la commune.